# Hypancistrus lunaorum
Hypancistrus lunaorum — рід риб з роду Hypancistrus родини Лорікарієві ряду сомоподібні.

## Опис
Загальна довжина сягає 12 см. Голова широка, звужується на кінчику морди. Сплощена зверху. Очі доволі великі. Кількість нижньощелепних зубів менша за кількість передньощелепних. Є 2 пари невеликих вусів. Тулуб кремезний, сплощений знизу. За головою і на хвостовому стеблі з численною щетиною. Спинний плавець помірно довгий із сильним шипом. Жировий плавець невеличкий. Грудні плавці широкі. У грудній частині є клейковий апарат, що дозволяє рибам присмоктуватися до каміння або інших предметів дна. Черевні плавці великі. Анальний плавець маленький. Хвостовий плавець подовжений.
Забарвлення чорне з окремими дрібними плямами жовто-помаранчевого кольору, що з віком щезають.

## Спосіб життя
Є демерсальною рибою. Віддає перевагу воді, насиченій киснем. Зустрічається на середній течії з піщано-кам'янистим дном. Утворює невеличкі косяки. Вдень ховається під корчами, камінням, у печерках. Активна в присмерку та вночі. Живиться дрібними безхребетними, водоростями, детритом.
Статева зрілість настає при розмірі 6 см. Самиця відкладає ікру в печерках. Самець охороняє кладку.

## Розповсюдження
Мешкає у басейні річці Ориноко (Венесуела).